# Acropyga distinguenda
Acropyga distinguenda é uma espécie de formiga do gênero Acropyga, pertencente à subfamília Formicinae.